# Rouffiac (Charente-Maritime)
Rouffiac – miejscowość i gmina we Francji, w regionie Nowa Akwitania, w departamencie Charente-Maritime.
Według danych na rok 1990 gminę zamieszkiwały 352 osoby, a gęstość zaludnienia wynosiła 60 osób/km² (wśród 1467 gmin regionu Poitou-Charentes Rouffiac plasuje się na 670. miejscu pod względem liczby ludności, natomiast pod względem powierzchni na miejscu 1039.).